# Emirato de Riad
El Emirato de Riad  fue la primera iteración del Tercer Estado saudita de 1902 a 1913.  Fue una monarquía dirigida por la Casa de Saúd.  El estado se formó después de que las fuerzas saudíes tomaran Riad del control del Emirato de Yabal Shammar, liderado por la Casa de Rashid , durante la Batalla de Riad .  Fue el predecesor directo del Emirato de Néyed y Hasa . Al-Hasa fue conquistada en 1913.